# Brajkovići (gmina Kanfanar)
Brajkovići – wieś w Chorwacji, w żupanii istryjskiej, w gminie Kanfanar. W 2011 roku liczyła 94 mieszkańców.